# Eunice (Nuevo México)
Eunice es una ciudad ubicada en el condado de Lea en el estado estadounidense de Nuevo México. En el Censo de 2010 tenía una población de 2922 habitantes y una densidad poblacional de 373,7 personas por km².

## Geografía
Eunice se encuentra ubicada en las coordenadas 32°26′33″N 103°11′30″O / 32.44250, -103.19167. Según la Oficina del Censo de los Estados Unidos, Eunice tiene una superficie total de 7.82 km², de la cual 7.8 km² corresponden a tierra firme y (0.3%) 0.02 km² es agua.

## Demografía
Según el censo de 2010, había 2922 personas residiendo en Eunice. La densidad de población era de 373,7 hab./km². De los 2922 habitantes, Eunice estaba compuesto por el 83.06% blancos, el 1.13% eran afroamericanos, el 0.68% eran amerindios, el 0.38% eran asiáticos, el 0.07% eran isleños del Pacífico, el 12.7% eran de otras razas y el 1.98% pertenecían a dos o más razas. Del total de la población el 47.5% eran hispanos o latinos de cualquier raza.